# 若松愛里
若松 愛里（わかまつ あいり、2000年〈平成12年〉1月21日 - ）は、日本の女優である。神奈川県出身。オムニア所属。

## 略歴
2010年1月より芸能活動を始める。
2014年10月10日、当時SUPER☆GiRLS、Cheeky Parade、 GEM、わーすたが所属していたエイベックス初のアイドル専門レーベルiDOL Streetのデビュー候補生である ストリート生に第7期生としてサプライズお披露目、TOKYO TORiTSU これで委員会（後にトーキョー夢ぴよ組に改名）に在籍し、アイドル横丁夏まつり!!、TOKYO IDOL FESTIVAL、@JAM EXPOなどのアイドルイベントに出演する。またニコニコ生放送の配信番組『週刊わちゃわちゃ通信』のメインMCを務めるなど活躍していたが、2017年3月28日をもってストリート生を卒業。
2018年4月11日、『続・魔銃ドナー』にて芸能活動を再開。ストリート生在籍時の2016年8月、アリスインプロジェクトの舞台『 アリスインデッドリースクール パラドックス』に出演しており、その縁からアリスインプロジェクトを中心に多くの舞台に出演。2018年11月から2019年12月までの期間は、毎月、舞台への出演を続けていた。
2019年11月24日、Neat.and.clean-ニトクリ-のライブにて新メンバーとしてお披露目されアイドルに復帰、在籍中に発売されたグループの1stシングル「Dear...」
はオリコンのデイリーランキング1位、ウィークリーランキングでは10位を獲得した。ライブアイドルとして短期間に数多くのライブに出演していたが、アイドルと女優の両立が厳しいと判断し2020年4月2日に卒業を発表。2020年6月7日のオンラインライブにてNeat.and.clean-ニトクリ-を卒業した。
アイドルを卒業後の2020年6月からは、舞台での芝居をメインに活動。
2020年7月の舞台『立ち呑みパラダイス～1975年天満商店街～』にて初ヒロインを演じた。また2020年5月以降はアリスインプロジェクトの配信番組に多数出演していた。
2020年10月1日よりスターエンジェリカプロダクションに所属。地上波バラエティ番組の再現ドラマに多数出演するなど、モデルや映像など活動の幅を広げる。2021年10月の舞台『赤い糸の繋がる先は』では初主演を演じた。
2022年10月31日にスターエンジェリカプロダクション退所。フリーランスの女優として、主に舞台を中心に、イベント出演など精力的に活動を続ける。2023年3月の舞台『MIANEYO』で再び主演を演じた。
2023年6月1日より株式会社オムニアに所属。舞台、イベント、ラジオ、TV等幅広く活動を続けている。
2024年7月の舞台『眠る鈴のクリスマス』、2025年7月の舞台『雨と無知 -SUMMER-』と定期的に主演を務める。
2025年1月にはブラウザゲーム「艦隊これくしょん -艦これ-」の公式コスプレ部隊「艦娘遊撃隊」として活動、同年2月にゲーム初の舞台化である『「艦これ」舞台2025 【突入！礼号作戦1944】』に初霜役で出演した。

## 人物
- 愛称は、若ちゃん、愛里ちゃん、あいりん[34]。
- 普通自動車免許を所有[35]。
- 趣味はポケモンカードゲーム[36]、散歩、お昼寝、アニメ。特技はダンス、歌、器械体操、水泳[2]。
- シャルと言う名前のキジトラのオス猫と暮らしている[37]。
- クレヨンしんちゃんのファン[38]。
- 兄が一人、姉が二人の四人兄弟の末っ子[38]。
- 「人見知りはバリバリ」するタイプ[39]。
- 名前の由来は「愛されるように、里想いになるようにで愛里です」[40]。
- リスに似ていると言われていたことから、リスをモチーフとしたリス吉というキャラクターを自分のサインに書いている[41]。
- ストリート生ではピースグリーン（緑色）を[42]、Neat.and.clean-ニトクリ-では水色[13]のメンバーカラーを担当していた。

## 出演

### 舞台
- 2016年
  - アリスインプロジェクト『アリスインデッドリースクール パラドックス』（2016年8月11日 - 21日、シアターKASSAI） - 堂本千十合 役[8][9][注釈 6]

- 2018年
  - アリスインプロジェクト『続・魔銃ドナー』（2018年4月11日 - 15日、新宿村LIVE） - 月組 トゥームストーン 役[5][6][7]
  - アリスインプロジェクト『アイガク』（2018年6月1日 - 3日、犀の穴）[43]
  - アリスインプロジェクト『降臨Hearts』（2018年7月11日 - 16日、新宿村LIVE） - 月組 室町ゆかり 役[44]
  - アリスインプロジェクト『最果ての星〜アリスインデッドリースクール外伝〜』（2018年8月23日 - 9月2日、シアターKASSAI） - 月組 多々良日菜 役[45][46]
  - アリスインプロジェクト『ともだちインプット』（2018年11月7日 - 18日、シアターKASSAI） - リクロ 役[47]
  - アリスインプロジェクト『ドナー・イレブン』（2018年12月19日 - 30日、シアターKASSAI） - 成瀬桔梗 役[48][49]
  - 劇団コンシール宮益坂寫眞堂『それぞれのメリィクリスマス』（2018年12月22日、渋谷コンシールシアター） - シズエ子 役[50]

- 2019年
  - 劇団コンシール新春特別公演『fiction day's』（2019年1月4日、ムーブ町屋） - みな 役[51]
  - アリスインプロジェクト『DANCE! DANCE! DANCE! オルタナティブ』（2019年2月9日 - 17日、シアターKASSAI） - 壬生麻衣 役[52][53]
  - アリスインプロジェクト『アイガク2019』（2019年3月19日 - 27日、シアターKASSAI） - プルス 役[54]
  - 劇団ドリームプリンセス『カーテンコール〜この想い、届け!〜』（2019年3月28日 - 31日、新宿村LIVE） - 塔子 役[55]
  - アリスインプロジェクト『降臨Hearts & Soul』（2019年4月25日 - 5月6日、シアターKASSAI） - ミツ 役[56]
  - ROBOT2019制作委員会『musical ROBOT2019』（2019年6月19日 - 23日、新宿シアターモリエール） - ロボキャット／シネマ― 役[57][58]
  - テトラハウス『虹の塒（ねぐら）』（2019年7月17日 - 21日、シアター・バビロンの流れのほとりにて） - ネル 役[59][60]
  - フライドBALL企画vol.33『思い出は風の強い日』（2019年8月15日 - 18日、THEATER BRATS） - 安藤椿 役[61]
  - もぴプロジェクト　特別公演『贋作　春のめざめ』（2019年8月30日 - 9月8日、ザ・ポケット） - リッツ 役[62][注釈 7]
  - フライドBALL企画Vol.34『必ずあがる』（2019年10月3日 - 6日、THEATER BRATS） - 伊集院八重子 役[63]
  - アリスインプロジェクト『アリスインデッドリースクール コネクト』（2019年11月7日 - 10日、新宿村LIVE） - 堂本千十合 役[64][注釈 8]
  - 劇団皇帝ケチャップ第9回本公演『何も変わらない今日という日の始まりに』（2019年12月18日 - 22日、ザ・ポケット） - Team海 森崎今日子 役[65]

- 2020年
  - フライドBALL企画Vol.37『トンネルの向こう側で・・・』（2020年2月13日 - 16日、THEATER BRATS） - 竹内夏海 役[66]
  - アリスインプロジェクト『百花繚乱 -Break a leg!!-』（2020年3月11日 - 15日、新宿村LIVE） - クロ／大石鍬次郎 役[67]
  - ブロードウェイ・バウンズ『立ち呑みパラダイス～1975年天満商店街～』（2020年7月1日 - 5日、上野ストアハウス） - Aキャスト ヒロイン 鈴木光子 役[21][68][注釈 9][注釈 10]
  - 劇団皇帝ケチャップ第10回本公演『春に思い出す、夏の君はもう遠く』（2020年9月9日 - 13日、シアターKASSAI） - 夏キャスト ナツキ 役[70][71]
  - 五反田タイガー 8th Stage『Refrain 〜でも、バイバイ！〜 』（2020年9月30日 - 10月4日、草月ホール） - ♪チーム ピンクのぶた ぶーちゃん 役[72][73][注釈 11][注釈 12]
  - フライドBALL企画Vol.38『僕は小さなポストマン』（2020年11月26日 - 29日、THEATER BRATS） - ヒロイン 朱音千尋 役[76]
  - 劇団コンシール『プラネタリウム“スターダスター”』（2020年12月6日、北とぴあ ドームホール） - サキ 役[77]

- 2021年
  - フライドBALL企画vol.39『KINTOKI』（2021年2月11日 - 14日、THEATER BRATS） - ヒロイン りよ 役[78]
  - 【菅生ゼミ休講のお知らせ】製作委員会『菅生ゼミ休講のお知らせ-再々演-』（2021年3月31日 - 4月11日、新宿スターフィールド） - B組 桃瀬(らぶちゃん) 役[79]
  - RAVE☆塾『QUEEN DOM 文化女子の戦におけるかくも腹黒き百花繚乱戦国絵巻』（2021年5月8日、サンシティホール 小ホール） - Aチーム 魚釣部 渡邉しずか 役[80][81][注釈 13][注釈 14]
  - RAVE☆塾『QUEEN DOM 文化女子の戦におけるかくも腹黒き百花繚乱戦国絵巻【延期公演】』（2021年6月24日 - 27日、築地本願寺ブディストホール） - Aチーム 弁論部 上柳昌美 役[83][84]
  - 舞台『OYUUGIKAI』製作委員会／ALIENA Products『OYUUGIKAI』（2021年9月18日 - 23日、バルスタジオ） - さくら組・ひよこ組「じゆうノート」 あいりちゃん 役／ひよこ組「積み上げ歌」 私の分身 役 「白雪姫」 白雪姫 役／さくら組「白雪姫」 うさぎ 役[85][86]
  - VACAR ENTERTAINMENT『赤い糸の繋がる先は』（2021年10月19日 - 24日、上野ストアハウス） - 主演 葛城涼 役[23]

- 2022年
  - 五反田タイガー 9th Stage『DEMON〜ありがとうって言えなくて〜 』（2022年4月20日 - 24日、あうるすぽっと） - キエ 役(Wキャスト)[87][88][89][注釈 15][注釈 16]
  - RAVE☆塾『かえってきたQUEEN DOM 〜文化女子の戦におけるかくも腹黒き百花繚乱戦国絵巻〜』（2022年6月2日 - 5日、CBGKシブゲキ!!） - Aチーム 演劇部 吉岡結衣 役[92]
  - VACAR ENTERTAINMENT『GAME-誰も知らない-』（2022年7月13日 - 17日、シアターグリーン BASE THEATER） - 加護未知瑠 役[93]
  - 五反田タイガー 5th Anniversary 11 th Stage『ペインティング・バーレスク〜天使がいた場所〜』（2022年9月28日 - 10月2日、こくみん共済 coop ホール／スペース・ゼロ） - ナターシャ 役[94][95][注釈 17][注釈 18][注釈 19]
  - RAVE☆塾『南無阿弥ティアラ 〜魑魅魍魎の女学園における栄光とおだぶつの狭間で足掻く姫とホトケの奇想曲〜』（2022年11月3日 – 6日、築地本願寺ブディストホール） - Bチーム 工藤亜美 役[98][注釈 20]
  - 劇団TEAM-ODAC第40回本公演『舞台・破天荒フェニックス』（2022年12月7日 - 11日、俳優座劇場） - 逸見佳奈 役[100][注釈 21][注釈 22]

- 2023年
  - feather stage『ゼロヨンヨンの終電車 2023』（2023年1月25日 - 29日、シアターKASSAI） - 田島東子 役[103][104][105]
  - 五反田タイガー 12th Stage featuring　コモンシェア株式会社 『Tokyo Community Life 〜Reborn〜 』（2023年2月22日 - 26日、六行会ホール） - 駒込まみ 役[106][107][注釈 23][注釈 24][注釈 25]
  - フライドBALL企画vol.52『MIANEYO』（2023年3月24日 - 27日、THEATER BRATS） - Aチーム 主演 キムユリ/金宮百合 役[26]
  - 劇団皇帝ケチャップ第15回本公演『虚しさだけがいつも傍にある』（2023年4月19日 - 23日、浅草九劇） - スプーンteam 小磯恵里菜 役[110][注釈 26]
  - Bee×Piiぷろでゅーすvol.1舞台『Hey ばあちゃん！テレビ点けて！』（2023年6月28日 - 7月2日、新宿スターフィールド） - 清水凪 役[112][注釈 27]
  - マルガリータ企画vol.4『PIZZA大戦争2023』（2023年7月19日 - 7月23日、シアターKASSAI） - ヒロイン 木嶋りあ 役[114]
  - RAVE☆塾『姫様スターダスト 〜激しき学級階層の頂点に君臨する麗しきわがままプリンセスが体験した最恐の悪夢〜』（2023年8月24日 – 27日、築地本願寺ブディストホール） - Bチーム 鈴木希美 役[115][注釈 28]
  - 朝倉薫のガールズハイパーミュージカル 吉岡平追悼公演『タイラーF～フォーエバー～』（2023年9月20日 - 24日、THEATER BRATS） - SORA組 ヒロイン ラアルゴン共和国皇帝 ゴザ16世 アザリン 役[116][注釈 29]
  - Studio K’z『みちこのみたせかい2023』（2023年11月1日 - 5日、シアターKASSAI） - 新井ちか 役[118][119]

- 2024年
  - RAVE☆塾『妖声セブンティーン 〜選ばれし純白の少女達が織り成すキラキラの群像劇に潜むドスグロの心理戦〜』（2024年1月25日 – 28日、築地本願寺ブディストホール） - Aチーム 遙 役[120][注釈 30]
  - Muse of Soul vol.7『なないろ絵空』（2024年3月20日 - 25日、高田馬場ラビネスト） - Team Soul ヒロイン 内田陽 役[122][注釈 31][注釈 32]
  - RAVE☆塾『校臨エンプレス 〜天真爛漫なるJKが行く魔の道は桜花爛漫なるイガミアイ〜』（2024年4月25日 – 29日、築地本願寺ブディストホール） - Bチーム 渡辺ゆず 役 [124][注釈 33]
  - あち☆はちカーニバル『眠る鈴のクリスマス』（2024年7月31日 - 8月4日、本所松坂亭） - 主演 柊木リン 役[29]
  - KAIGYAC STAGE 月の終わりと始まりはシアター#14『9月の離別』（2024年10月4日 - 7日、劇場ビット） - 『ハロー·グッバイ』 聖良 役／『RADIO』 北一条エア 役／『イエスタデイ·ワンス·モア』 新田優里(にった ゆり) 役／『アローン·アゲイン』 瓜実日菜美 役[125][注釈 34][注釈 35]
  - プロダクションピエロ第６回本公演『歌舞いてる者たち』（2024年11月13日 - 17日、萬劇場） - 宮本空 役[130][注釈 36]
  - 劇団TEAM-ODAC本公演『舞台・破天荒フェニックス～2024～』（2024年12月18日 - 22日、銀座 博品館劇場） - 南晴恵 役[132][注釈 37]

- 2025年
  - C2機関『「艦これ」舞台2025 【突入！礼号作戦1944】』presented by avex live creative inc.（2025年2月22日 - 3月2日、品川プリンスホテル クラブeX） - 初春型駆逐艦 4番艦 初霜 役[33]
  - RAVE☆塾『またかえってきたWteen 〜罵詈雑言の剣ヶ峰！背水ＪＫに与えられた指令は問答無用のサプライズ〜』（2025年3月27日 – 4月6日、築地本願寺ブディストホール） - Bチーム 見山葵 役[134][注釈 38]
  - オーカプロジェクト 1st Stage『蜉蝣一期』 - 花チーム 凪(なぎ) 役（2025年5月29日 - 6月1日、千本桜ホール）[135]
  - 劇団 狼煙組 第九回本公演『雨と無知 -SUMMER-』 - 無知team 主演 藤原葵 役（2025年7月2日 - 6日、高田馬場ラビネスト）[30][注釈 39]

### 映画
- 恋愛終婚（2024年10月18日、アストロサンドウィッチ・ピクチャーズ）[136]
- ゆい（2025年3月15日、映画『ゆい』製作委員会）[137][138]

### 配信ドラマ
- ゾ話っ。（2025年、カイギャック スケッチ）[注釈 40]
  - File.4 おしゃれネキ（2025年4月3日） - おしゃれネキ 役[139]
  - File.5 プライバShe（2025年4月10日） - 西川 役[140]
  - File.6 聖地巡礼（2025年4月17日） - あみりん 役[141]
- それでもいい（2025年5月、カイギャック スケッチ） - 近野菜々美 役[142][注釈 41]
- 恋愛探訪（2025年、BUMP） - 金田麻理子 役[143]

### ミュージック・ビデオ
- NOCTARISM 「マボロシ」（2025年8月）[144][注釈 42]

### テレビ

#### バラエティ
- 真夜中のおバカ騒ぎ!（2019年1月、千葉テレビ・TOKYO MX） - Qカット、予告編[注釈 43]
- クールジャパンのたまご 略して くるたま（2019年2月22日、ベターライフチャンネル）[145]
- 人間検証バラエティー 叡智の狂宴 - VTR内出演（2022年7月17日、日本テレビ）[146][147]
- 新型検証バラエティー 緊張と緩和 - VTR内出演（2024年3月17日、日本テレビ）[148][149]

#### 再現ドラマ
- 奇跡体験!アンビリバボー（フジテレビ)
  - 独身OLの人生を変えたWebページ（2021年4月1日)[150][151]
- 行列のできる法律相談所（日本テレビ)
  - 細川たかしが嫉妬する天才少女登場！（2021年6月20日)[152]
  - 芦田愛菜のおっちょこちょい事件（2021年8月15日)[153]
  - あの人と決着つけたいSP／細田佳央太編（2021年8月29日)[154]
- ザ!世界仰天ニュース（日本テレビ)
  - 唯一無二の激レアモデル（2021年8月24日)[155][156]
  - 秋の味覚で急性脳症　集団発生の謎（2021年11月23日) [157][158]
  - ブヨブヨお肉でモテなくてイケメンチェンジ!（2022年1月4日)[159][160]
  - 新婚旅行で判明！まさかのアレルギー！（2022年2月1日)[161][162]
  - 大食いなのに太らない女子SP・爆盛り食べ歩き女王の真実（2022年3月15日)[163][164]
  - 大爆発とイケメンチェンジに衝撃！あの有名事件の真実に迫る！3時間SP・激アツの油が大爆発の謎（2022年3月22日)[165][166]
- 行列のできる相談所(日本テレビ)
  - 中居正広さん自腹でコレ買ってください！(2022年3月20日)[167]

### イベント
- バラエティイベント ハコニワ
  - 2018年6月12日、チャラデ阿佐ヶ谷[168]
  - 2018年7月23日、大塚ドリームシアター[169]
  - 2018年9月10日、大塚ドリームシアター[170]
- あまねの森のお誕生日会（2019年6月8日、Naked Loft） - ゲスト出演[171]
- アリスインプロジェクト『夏のアリスイン祭』（2019年8月4日、LOFT9 Shibuya）[172]
- 秋葉原コンシールシアター10月本公演「ココドルvol.2CD発売お披露目会」（2019年10月20日、秋葉原コンシールシアター）[173]
- スキタノvol.5.1（2020年8月23日、スタジオあくとれ）[174][175]
- フライドBALL企画Vol.39『KINTOKI』アフターイベント（2021年3月14日、SoyLatte STUDIO）[176]
- Studio K'z presents 劇場版 演劇バラエティー『アイガク！ 秋晴れシリーズ』（2021年10月1日 - 3日・29日 - 31日、Beckアキバ）[177][178]
- 舞台『OYUUGIKAI』後夜祭（2021年12月4日、赤坂CHANCEシアター）[179]
- みんぱ！〜みんなのparty〜
  - 2022年12月3日、西川口Galaxy[180]
  - 2023年3月11日、西川口Galaxy[181]
  - 2023年8月6日、西川口Galaxy[182]
  - 2024年5月11日、西川口Galaxy[183]
- min collab★（2023年1月15日、新宿４４FANTASYホール）[184]
- #みんコラボ vol.2（2023年4月30日、新宿４４FANTASYホール）[185]
- Imai Hitomi Birthday event.2023＊（2023年5月28日、新宿４４FANTASYホール）[186]
- min collab★2.5（2023年7月29日、新宿４４FANTASYホール）[187]
- OYUUGIKAIプロデュース　Vol.3 舞台『OYUUGIKAI 2023』イベント回 - ゲスト出演（2023年10月6日、シアターグリーン BOX in BOX THEATER）[188][189]
- 河内美里バースデーイベント2023（2023年10月14日、ジールシアター東京）[190][191]
- #みんコラボ -Halloween-（2023年10月29日、新宿４４FANTASYホール）[192]
- OMNIA 秋のミニ運動会&ミニ撮影会（2023年11月11日、城山スタジオ）[193]
- リベルテ Vol.25～年末リベルテ～（2023年12月27日 - 31日、本所松坂亭）[194][195][注釈 45]
- #みんコラボ vol.5（2024年1月14日、新宿４４FANTASYホール）[196]
- ひとみのAKIBAエンタメＳＨＯＷＴＩＭＥ　vol.4（2024年2月10日、秋葉原GALAXY）[197][注釈 46]
- リベルテ Vol.26～2週連続リベルテ～（2024年2月22日 - 3月3日、本所松坂亭）[198][注釈 47]
- #みんコラボ vol.7（2024年4月14日、新宿４４FANTASYホール）[199]
- RAVE☆塾スーパー大作戦会議202405 〜魔法だ！ゲームだ！クイズ大会だ！ 奏魔女子たちによる校プレ超メモリアル大作戦会議！！〜（2024年5月18日、シアターウィング）[200]
- Imai Hitomi Birthday event.2024＊（2024年5月25日、新宿４４FANTASYホール）[201]
- 麗和落語～二〇二四 夏の陣～（2024年6月15日 - 16日、武蔵野芸能劇場 小劇場）[202][203][注釈 48]
- #みんコラボ 初のボドゲ回（2024年7月7日、mulch space Tree）[205]
- OMNIA女子 りべんじ！ミニ運動会＆BBQ（2024年7月15日、ノア・フットサルステージ横浜）[206][注釈 49]
- 月を跨ぐVOL.13（2024年8月10日、劇場ビット）[208]
- なおりくの遊び場 vol.11（2024年9月15日、バルスタジオ）[209]
- 月を跨ぐVOL.14（2024年10月12日、下北沢HUBHUB）[210]
- #みんコラボ vol.9（2024年10月20日、新宿４４FANTASYホール）[211]
- 田名部生来バースデーイベント2024（2024年12月8日、テラスピカ）[212]
- OMNIA 10th Anniversary Live 〜Masquerade〜（2025年1月27日、I'M A SHOW）[213][注釈 50][注釈 51]
- なおりくの遊び場 vol.17（2025年4月6日、バルスタジオ）[214]
- RAVE☆塾スーパー大作戦会議202504 〜春だ！団子だ！お花見だ！興奮冷めやらぬ千秋楽直後ダブりまくりスペシャル！〜（2025年4月9日、築地本願寺ブディストホール）[215]
- Hisshigumi Project『Girls Party Vol.1』（2025年4月20日、大塚ドリームシアター）[216]

### ネット配信
- アリスインプロジェクト
  - オンライン学園バラエティ「アイガク！LIVE」(2020年5月9日 - 7月12日、YouTube・ニコニコ生放送)[217][218][219][220][221][222][注釈 52]
  - オンライン心理バトル「ドナーイレブン」リモートコンサルテーション(2020年7月23日・7月24日、YouTube・ZAIKO)[223][注釈 53]
  - アイガク夏フェス・オンライン(2020年8月7日 - 16日、ZAIKO)[224][注釈 54]
  - ドナーイレブン・秋フェスオンライン(2020年10月1日 - 11日、ZAIKO)[225]
  - アイガク！冬フェス・オンライン(2020年12月18日 - 20日・25日 - 30日、ZAIKO)[226]
  - アイガク！バトラーズ&ストーリーズ(2021年5月14日 - 16日・21日 - 23日、ZAIKO)[227]
  - アイガク！サマースプラッシュ・オンライン2021(2021年8月27日 - 29日、ZAIKO)[228]
- その他
  - マヨバカ学園〜マヨバガールズ養成所 (2018年12月 、マシェバラ)[229]
  - サバイバルクイズシティ【実験的生配信#１６】(2024年7月12日 、YouTube)[230][注釈 55][注釈 56]

### ラジオ
- ステラ☆HAPPY!LIVE!～奈月セナのTALKonTIME!～（2020年7月3日、市川うららFM） - ゲスト出演[232][233]
- ステラ★ミュージックDRIVE!スペシャル特番〜アイドル祭り!〜（2020年9月17日、市川うららFM） - ゲスト出演[234][注釈 57]
- たなみんサタデー[注釈 58]
  - 2024年4月6日、FMサルース - ゲスト出演[240]
  - 2024年7月20日、FMサルース - ゲスト出演[241]
  - 2024年11月23日、FMサルース - ゲスト出演[242]
  - 2025年4月19日、FMサルース - ゲスト出演[243]
  - 2025年8月9日、FMサルース - ゲスト出演[244]
- ステラ☆HAPPYStyle!～さりなの夜は短し話せよ乙女！～（2024年6月15日、ふくろうエフエム） - ゲスト出演[245][246]

### 撮影会
- fresh!撮影会
  - プレミアム撮影会（2019年9月23日・10月14日、Fresh！AKIBA ササゲ）[247][248]
  - Fresh!PhotoSession（2019年9月25日、Fresh！AKIBA 新館）[249]
- LUX2023年RQオーディション撮影会（2023年1月7日・8日、 泰美ビル6F）[250][251]

### ライブ
- 松脇朱里バースデーLIVE2017「ラスト10代うれしカラス！19歳もがんばりんご」（2017年9月24日、東京キネマ倶楽部） - ゲスト出演[252]

### その他
- くるたま劇場「おとぎ話」"桃太郎"、"かさじぞう"[253][注釈 59]
- ボイスCD心踊る朗読集「ココドルVol.2」"詩編"[255]、"ストーリー編"[256]
- アイガク・ライブ！　アートにエールを！Ver(公開日 2020年8月28日)[257][注釈 60]
- ビューティアトリエグループ 「Creative Art～SUSTENABLE 理美容の創造と技術の伝承〜」（2020年12月16日)[258]
- 東京2020パラリンピック閉会式映像[259][注釈 61]
- 株式会社アイグローブ イメージキャラクター[注釈 62]